# 브리짓 맬컴
브리짓 맬컴(Bridget Malcolm, 1992년 11월 ~ )은 오스트레일리아의 모델이다.